# Глухий язичковий дрижачий
Глухий язичковий дрижачий — приголосний звук, що існує в деяких діалектах людських мов. Менш поширений за подібний дзвінкий звук.

## Властивості
- Спосіб творення — дрижачий, тобто він артикулюється дрижанням язика в місці творення.
- Місце творення — язичкове, тобто він артикулюється задньою спинкою язика на язичку або поряд із ним.
- Тип фонації — глуха, тобто цей звук вимовляється без вібрації голосових зв'язок.
- Це ротовий приголосний, тобто повітря виходить крізь рот.

- Це центральний приголосний, тобто повітря проходить над центральною частиною язика, а не по боках.

- Механізм передачі повітря — егресивний легеневий, тобто під час артикуляції повітря виштовхується крізь голосовий тракт з легенів, а не з гортані, чи з рота.

## Поширення
| Мова             | Мова                 | Слово  | МФА       | Значення    | Примітки                                                                                                |
| ---------------- | -------------------- | ------ | --------- | ----------- | --- |
| Баїнунк-губеехер | Деякі носії          | -      |           |             | Алофон /ɾ/ наприкінці слова.                                                                            |
| Французька       | Бельгійський діалект | triste | [t̪ʀ̥is̪t̪œ]  | 'сумний'    | Алофон /ʁ/ після глухих приголосних; Може натомість бути фрикативним [χ].                               |
| Німецька         | Стандартизована      | treten | [ˈtʀ̥eːtn̩] | 'крокувати' | Можливий алофон /r/ після глухих приголосних в тих мовців, що вимовляють /r/ як увулярний дрижачий [ʀ]. |
| Німецька         | Хемніцький діалект   | Rock   | [ʀ̥ɔkʰ]    | 'спідниця'  | Варіюється із звуками [ʁ̞], [ʁ], [χ] та [q]. Не виникає у коді складу.                                   |
| Лімбурзька       | Гасселтський діалект | geer   | [ɣeːʀ̥]    | 'запах'     | Можливий алофон /ʀ/ наприкінці слова; також ця фонема може звучати як ясенний [r̥].                      |
| Іспанська        | Діалект Понсе        | perro  | [ˈpe̞ʀ̥o̞]   | 'собака'    | Глухий язичковий дрижачий та фрикативний ([χ]) — основні вимови фонеми /r/ в цьому діалекті.            |